# جوائز الموسيقى الكورية
جوائز الموسيقى الكورية هو حفل رائد في توزيع الجوائز الموسيقية والذي يقام سنويا في كوريا الجنوبية. وعقد لأول مرة في عام 2004. وتمنح الجوائز عرفنًا بالإنجازات التي حققها الفنانين الموسيقين في العام الماضي. يتم تحديد الفائزين من قبل لجنة تحكيم مكونة من نقاد موسيقين، ومديرو الراديو، وغيرهم من الخبراء في هذه الصناعة.

## الفئات
الحدث يتكون من 24 فئة، ويتضمن ألبوم السنة، أغنية السنة، غيرها.

## وصلات خارجية
- الموقع الرسمي نسخة محفوظة 8 أغسطس 2019 على موقع واي باك مشين. (بالكورية)